# Alex Baldolini
Alex Baldolini (né le 24 janvier 1985 à Césène, en Émilie-Romagne) est un pilote italien de Grand Prix moto.

## Palmarès
- 1996 - Champion d'Italie de mini moto
- 1997 - Champion d'Italie de mini moto
- 1998 - 2e au championnat d'Italie de mini moto
- 2000 - 4e au championnat d'Italie 125 cm³ / 2e au Grand Prix de Mugello - Wildcard 125 cm³
- 2001 - 3e au championnat d'Europe 125 cm³ / 7e au championnat d'Italie 125 cm³
- 2002 - 34e au Grand Prix moto, catégorie 125 cm³, sur Aprilia
- 2003 - 17e au Grand Prix moto, catégorie 250 cm³, sur Aprilia
- 2004 - 18e au Grand Prix moto, catégorie 250 cm³, sur Aprilia
- 2005 - 18e au Grand Prix moto, catégorie 250 cm³, sur Aprilia Kit